# Interviste mai viste
Interviste mai viste (Creature Comforts) è una serie televisiva animata britannica del 2003, creata da Nick Park.
Prodotta da Aardman Animations, la serie è stata trasmessa per la prima volta nel Regno Unito su ITV dal 1º ottobre 2003 al 16 luglio 2007 e negli Stati Uniti su CBS dal 16 marzo al 9 ottobre 2007, per un totale di 33 episodi ripartiti su tre stagioni. In Italia è stata trasmessa su Paramount Comedy dal 3 novembre 2005.

## Trama
La serie presenta una serie di interviste improbabili ad animali vari. Nella versione originale inglese tutte le voci dei personaggi sono registrate, senza copione, da gente di strada.

## Produzione
Originariamente fu prodotto un cortometraggio d'animazione nel 1989 intitolato Lip Synch: Creature Comforts, ideato e diretto da Nick Park e prodotto dalla Aardman Animations. Il film mostra vari animali in uno zoo che vengono intervistati sulle loro condizioni di vita. Questi sono tartarughe, una femmina di gorilla, una famiglia d'orsi polari e un malinconico puma che si lamenta del poco spazio e del polline a cui è allergico.
Successivamente venne prodotta una serie commerciale per conto della Heat Electric. Nel 2003 è stata infine prodotta per il network televisivo britannico ITV la serie televisiva, sempre dalla Aardman, con episodi diretti da Richard Goleszowski.

## Episodi
| Stagione         | Episodi | Prima TV originale | Prima TV Italia |
| ---------------- | ------- | ------------------ | --------------- |
| Prima stagione   | 13      | 2003               | 2005            |
| Seconda stagione | 13      | 2005-2006          | 2006            |
| Terza stagione   | 7       | 2007               | 2007            |
| Speciali         | 1       | 2007               | inedito         |

## Personaggi e doppiatori

### Personaggi principali
- Fluffy, voce originale di David Rafique, italiana di Luigi Ferraro.
- Pickles.
- Clement, voce italiana di Mino Caprio.
- Sapphire.

### Personaggi ricorrenti
- Trixie e Capitano Cuddlepuss, voci italiane di Barbara De Bortoli e Enzo Avolio.
- Anthony, voce italiana di Franco Mannella.
- Chappie.
- Sue e Lorraine.
- Gary e Nigel.

## Trasmissione e distribuzione
La serie animata è stata trasmessa nel Regno Unito da ITV, la prima stagione dal 1º ottobre al 25 dicembre 2003, la seconda stagione dal 30 ottobre 2005 al 29 gennaio 2006. Dal 2005 la serie è stata trasmessa in Australia dalla ABC, Nei Paesi Bassi è stata mandata in onda dalla rete Veronica. È stata inoltre trasmessa dalla pay-TV britannica UK.TV e dalla TV online peer-to-peer Joost Aardman Animations Channel.
La prima stagione della serie è stata trasmessa in Gran Bretagna da ITV dal 1º ottobre 2003 al 25 dicembre 2003, mentre in Italia da Paramount Comedy (Comedy Central) dal 3 novembre 2005 al 15 dicembre 2005 e in chiaro su Canale 5 dal 26 dicembre 2005 al 6 gennaio 2006.